# Deutsche Fußballnationalmannschaft/Olympische Spiele
Die deutsche Fußballolympiamannschaft der Männer ist eine Auswahlvertretung des Deutschen Fußball-Bundes (DFB) zur Teilnahme an den Fußballturnieren der Olympischen Spiele. Sie wird für diesen Zweck in Jahren, in denen sich Deutschland (durch die Leistung der U21-Nationalmannschaft) für das Turnier qualifiziert, zusammengestellt. Bis 1990 existierte eine separate Fußball-Olympiaauswahl der DDR.
Vor 1984 wurde die Bundesrepublik Deutschland durch die deutsche Fußballnationalmannschaft der Amateure bei Olympischen Spielen vertreten. 1984 und 1988 waren alle Spieler, die noch nie bei einer Weltmeisterschaft spielten, spielberechtigt. Danach ersetzte die U-21-Europameisterschaft die Qualifikation. Seit 1992 dürfen bis zu drei Spieler der Olympiamannschaft über 23 Jahre alt sein.
Da die deutsche U-21-Nationalmannschaft der Männer bei der U-21-Europameisterschaft 2015 das Halbfinale erreicht hatte, qualifizierte sich die männliche deutsche Fußballolympiamannschaft für die Olympischen Spiele 2016, bei denen sie im Finale Brasilien unterlag und somit die Silbermedaille gewann. Bei den Olympischen Spielen 2021 in Tokio schied die deutsche Fußballolympiamannschaft der Männer bereits in der Gruppenphase aus. Nach einer deutlichen Niederlage gegen Brasilien (2:4), einem knappen Sieg gegen Saudi-Arabien (3:2) und einem Unentschieden gegen die Elfenbeinküste (1:1) verpasste das Team den Einzug ins Viertelfinale.

## Die A-Nationalmannschaft bei Olympischen Spielen

### Übersicht
Die ersten großen Fußballturniere fanden bei den Olympischen Spielen statt, zunächst 1900 und 1904 als Demonstrationssportart mit Vereinsmannschaften, 1908 als offizielle olympische Sportart. Deutsche Mannschaften nahmen aber in diesen Jahren noch nicht teil. Insgesamt war man nur bei drei von sieben Turnieren für A-Nationalmannschaften dabei.

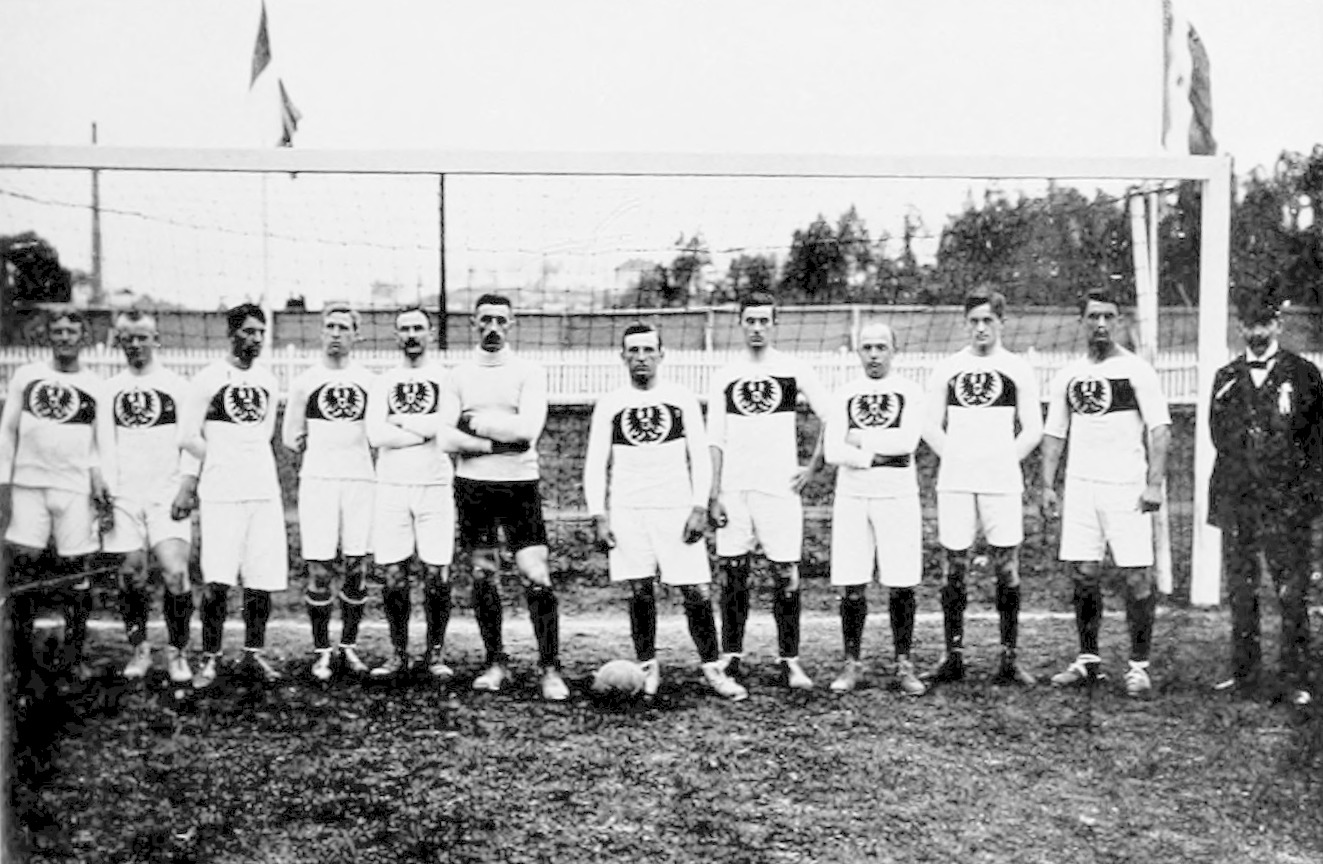
Die deutsche Mannschaft bei den Spielen 1912

| Jahr | Austragungsort | Teilnahme bis…  | Gegner     | Ergebnis | Bemerkungen und Besonderheiten                                          |
| ---- | -------------- | --------------- | ---------- | -------- | ----------------------------------------------------------------------- |
| 1908 | London         | keine Teilnahme | ---        | ---      |                                                                         |
| 1912 | Stockholm      | Achtelfinale    | Österreich | 11.      | Höchster Sieg der deutschen Länderspielgeschichte (16:0 gegen Russland) |
| 1920 | Antwerpen      | keine Teilnahme | ---        | ---      | Deutschland war von den Spielen ausgeschlossen.                         |
| 1924 | Paris          | keine Teilnahme | ---        | ---      | Deutschland nahm an den Spielen erneut nicht teil.                      |
| 1928 | Amsterdam      | Zwischenrunde   | Uruguay    | 08.      | ---                                                                     |
| 1936 | Berlin         | Viertelfinale   | Norwegen   | 06.      | ---                                                                     |
| 1948 | London         | keine Teilnahme | ---        | ---      | Deutschland war von den Spielen ausgeschlossen.                         |

Quelle:

### 1912

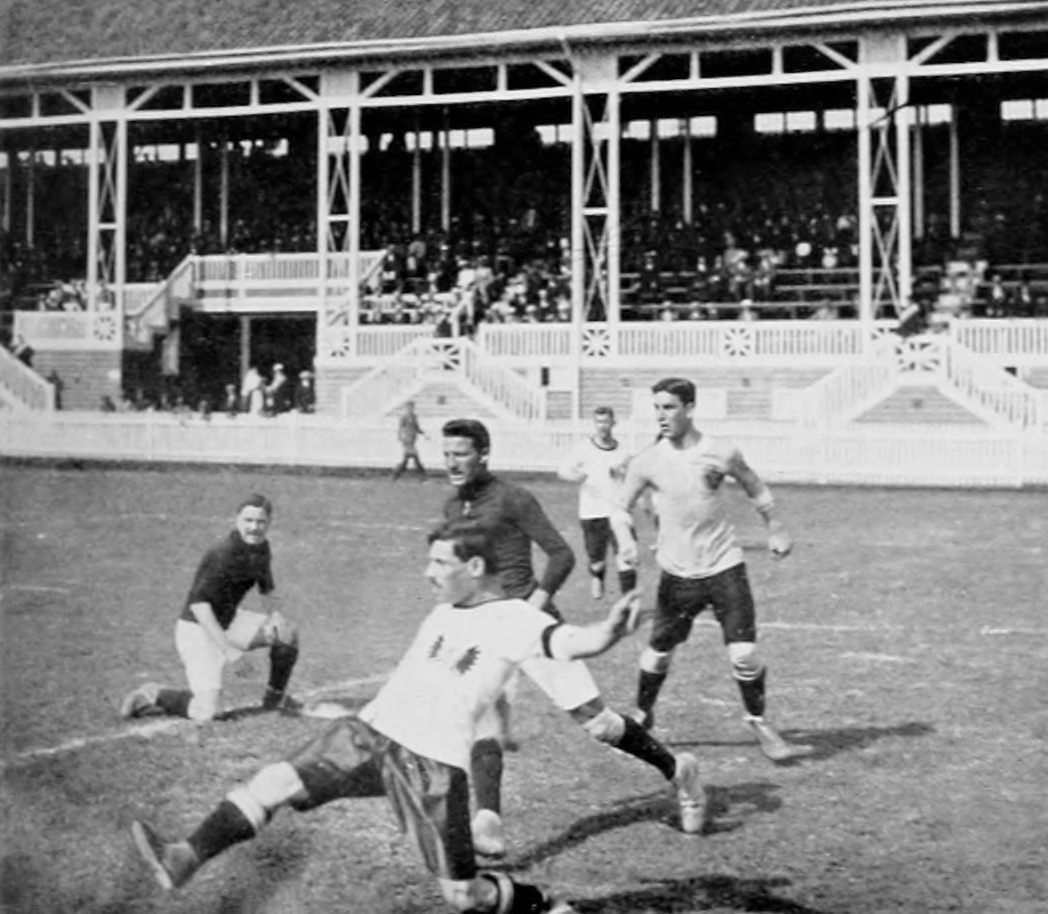
Spielszene aus dem Spiel gegen Österreich

Bei den Spielen von 1912 in Stockholm trat Deutschland gegen Österreich, Russland und Ungarn an. Während gegen Russland in der Trostrunde mit 16:0 der höchste Sieg der Länderspielgeschichte gelang, Gottfried Fuchs schoss allein zehn Tore, gab es gegen die beiden k.-u.-k.-Länder Niederlagen. Mit 1:5 wurde das Spiel gegen den Nachbarn Österreich im Achtelfinale und mit 1:3 das Spiel gegen Ungarn im Halbfinale der Trostrunde verloren.

### 1928
1916 fanden kriegsbedingt keine Olympischen Spiele statt. Nach dem Ersten Weltkrieg war Deutschland erst wieder 1928 zugelassen. In Amsterdam konnte zunächst der Nachbar aus der Schweiz mit 4:0 besiegt werden, ehe gegen den späteren Olympiasieger aus Uruguay mit einem 1:4 für die deutsche Mannschaft die Spiele beendet waren. Es war das erste Länderspiel gegen eine außereuropäische Mannschaft und mit Hans Kalb und Richard Hofmann wurden die ersten deutschen Nationalspieler in einem Länderspiel vom Platz gestellt.

### 1936
Nachdem Fußball 1932 nicht im Programm stand, startete der WM-Dritte 1936 mit einem 9:0 gegen Luxemburg in das Turnier, musste dann aber nach einem 0:2 gegen Norwegen die Hoffnungen auf den Olympiasieg begraben. Nach diesem Spiel wurde Reichstrainer Otto Nerz von Sepp Herberger abgelöst.

## Amateurmannschaften bei Olympischen Spielen
| Jahr | Austragungsort | Teilnahme bis…     | Gegner              | Ergebnis | Bemerkungen und Besonderheiten                                                          |
| ---- | -------------- | ------------------ | ------------------- | -------- | --------------------------------------------------------------------------------------- |
| 1948 | London         | keine Teilnahme    | ---                 | ---      | Deutschland war von den Spielen ausgeschlossen.                                         |
| 1952 | Helsinki       | Spiel um Platz 3   | Schweden            | 4.       | Erster Vorstoß bis ins Halbfinale                                                       |
| 1956 | Melbourne      | Achtelfinale       | UdSSR               | 9.       |                                                                                         |
| 1960 | Rom            | nicht qualifiziert | ---                 | ---      |                                                                                         |
| 1964 | Tokio          | nicht qualifiziert | ---                 | ---      | In der Qualifikation an der DDR-Olympiaauswahl gescheitert, die in Tokio Dritter wurde. |
| 1968 | Mexiko         | nicht qualifiziert | ---                 | ---      |                                                                                         |
| 1972 | München        | Zwischenrunde      | DDR, Mexiko, Ungarn | 6.       | BR Deutschland als Gastgeber automatisch qualifiziert.                                  |
| 1976 | Montreal       | nicht qualifiziert | ---                 | ---      |                                                                                         |
| 1980 | Moskau         | nicht qualifiziert | ---                 | ---      |                                                                                         |

1948 war Deutschland zunächst nicht zugelassen und ab 1952 nahmen nicht mehr die A-Nationalmannschaften der westlichen Länder teil, sondern die Nationalmannschaft der Amateure.

### 1952
Die Bundesrepublik Deutschland gewann zunächst im Achtelfinale gegen Ägypten (3:1) und im Viertelfinale gegen Brasilien (4:2, einziger Sieg gegen Brasilien bei einem bedeutenden Turnier bis 2014), verlor dann im Halbfinale gegen Jugoslawien (1:3) und auch das Spiel um Platz 3 gegen Schweden (0:2). Trainer der Amateurnationalmannschaft war der Bundestrainer Sepp Herberger.

### 1956
Die Amateurnationalmannschaft der Bundesrepublik verliert in Melbourne am 24. November im Achtelfinale gegen den späteren Olympiasieger UdSSR mit 1:2.

### 1960
In zwei 1959 durchgeführten Spielen (2:0 und 2:1) vor leeren Rängen gegen die Auswahl der DDR qualifiziert sich die Amateurnationalmannschaft der Bundesrepublik für die Qualifikationsspiele gegen Finnland (2:1 am 11. November 1969; in Siegen und 2:3 am 18. Mai 1960; in Helsinki) und Polen (0:3 am 24. November 1959; in Essen und 1:3 am 18. April 1960; in Warschau), scheidet aber gegen diese aus.

### 1964
Durch eine 0:3-Niederlage am 15. September 1963 in Karl-Marx-Stadt und einem 2:1-Sieg am 22. September 1963 in Hannover gegen die DDR-Olympiaauswahl verpasst die bundesdeutsche Amateurnationalmannschaft die Qualifikation für die Spiele in Tokio. Dort erreicht die DDR-Olympiaauswahl den 3. Platz.

### 1968
Durch eine 0:2-Niederlage (am 25. Oktober 1967; in Augsburg) und einem 1:0-Sieg (am 8. November 1967; in Herdon) gegen die Auswahl des Vereinigten Königreiches verpasst die westdeutsche Mannschaft die Qualifikation für die Endrunde in Mexiko.

### 1972
Für die Spiele in München ist die Mannschaft der Bundesrepublik als Veranstalter automatisch qualifiziert. Neben der zwei Jahre später stattfindenden WM in der Bundesrepublik Deutschland ist es das einzige Turnier, an dem zwei deutsche Mannschaften teilnehmen. Mit einer mit jungen Bundesligaspielern besetzten Mannschaft, in der der spätere Weltmeister Uli Hoeneß und der spätere Erfolgstrainer Ottmar Hitzfeld standen, gewinnt die Amateurnationalmannschaft zunächst durch Siege gegen Malaysia und Marokko (jeweils 3:0) und die USA (7:0) die Gruppenphase. In der Zwischenrunde gelingt aber nur ein 1:1 gegen Mexiko. Nach einem 1:4 gegen Ungarn und einem 2:3 gegen die DDR scheidet die westdeutsche Mannschaft aus. Die DDR-Auswahl belegt gemeinsam mit der UdSSR nach einem 2:2 n. V. den 3. Platz. Trainiert wurde die Mannschaft von Jupp Derwall, dem Assistenten des Bundestrainers.

### 1976
Die Mannschaft der Bundesrepublik traf in der Qualifikation auf Spanien und verlor nach einem 0:0 im Heimspiel das Rückspiel mit 2:3, wodurch die Qualifikation verpasst wurde.

### 1980
Die Mannschaft der Bundesrepublik traf in der Qualifikation auf Norwegen (0:2 und 0:1) und Finnland (2:0 und 0:0) und belegte den zweiten Platz in der Gruppe hinter Norwegen, wodurch die Qualifikation verpasst wurde. Da die Bundesrepublik Deutschland nach dem Einmarsch der UdSSR in Afghanistan die Spiele boykottierte, hätte die Mannschaft auch bei erfolgreicher Qualifikation nicht teilgenommen.

## Auswahlmannschaften bei Olympischen Spielen
| Jahr | Austragungsort | Teilnahme bis…     | Gegner                                   | Ergebnis | Bemerkungen und Besonderheiten                                   |
| ---- | -------------- | ------------------ | ---------------------------------------- | -------- | ---------------------------------------------------------------- |
| 1984 | Los Angeles    | Viertelfinale      | Jugoslawien                              | 5.       |                                                                  |
| 1988 | Seoul          | Spiel um Platz 3   | Italien                                  | 3.       | Erster Medaillengewinn                                           |
| 1992 | Barcelona      | nicht qualifiziert | ---                                      | ---      |                                                                  |
| 1996 | Atlanta        | nicht qualifiziert | ---                                      | ---      |                                                                  |
| 2000 | Sydney         | nicht qualifiziert | ---                                      | ---      |                                                                  |
| 2004 | Athen          | nicht qualifiziert | ---                                      | ---      |                                                                  |
| 2008 | Peking         | nicht qualifiziert | ---                                      | ---      |                                                                  |
| 2012 | London         | nicht qualifiziert | ---                                      | ---      |                                                                  |
| 2016 | Rio de Janeiro | Finale             | Brasilien                                | 2.       | Erste Finalteilnahme                                             |
| 2021 | Tokio          | Gruppenphase       | Brasilien, Saudi-Arabien, Elfenbeinküste | 9.       | Erstes Olympiaturnier in einem ungeraden Jahr; Erstes Gruppenaus |
| 2024 | Paris          | nicht qualifiziert | ---                                      | ---      |                                                                  |
| 2028 | Los Angeles    |                    |                                          |          |                                                                  |
| 2032 | Brisbane       |                    |                                          |          |                                                                  |

### 1984
Nach dem Boykott der Ostblockländer wurde die zunächst nicht qualifizierte Olympiamannschaft der Bundesrepublik, bei der es sich um eine mit Profispielern besetzte Mannschaft handelt, nachnominiert und erreichte nach Siegen gegen Marokko (2:0) und Saudi-Arabien (6:0), sowie einer Niederlage gegen Brasilien (0:1) das Viertelfinale, das mit 2:5 gegen Jugoslawien verloren ging. In der Mannschaft standen unter anderem die späteren Weltmeister Andreas Brehme und Guido Buchwald. Trainer der Mannschaft war Erich Ribbeck, der von 1998 bis 2000 auch Bundestrainer war. Spieler, die vor den Olympischen Spielen bereits an Weltmeisterschaften teilgenommen hatten, durften nicht am olympischen Turnier teilnehmen.

#### Vorbereitungs- und Qualifikationsspiele
| 16. November 1982  | Emmen          | BR Deutschland | – | Niederlande      | 0:0 | –                                               |
| 29. März 1982      | Wuppertal      | BR Deutschland | – | Polen            | 1:1 | Schatzschneider                                 |
| 24. April 1983     | Lissabon       | Portugal       | – | BR Deutschland   | 3:1 | Schatzschneider                                 |
| 8. Juni 1983       | Wuppertal      | BR Deutschland | – | Israel           | 2:0 | Hartwig, Waas                                   |
| 20. September 1983 | Hof            | BR Deutschland | – | Tschechoslowakei | 0:1 | –                                               |
| 4. Oktober 1983    | Osnabrück      | BR Deutschland | – | Portugal         | 3:0 | Schatzschneider (2), Bommer                     |
| 25. Oktober 1983   | Maribor        | Jugoslawien    | – | BR Deutschland   | 3:2 | Buchwald, Klotz                                 |
| 20. November 1983  | Tel Aviv-Jaffa | Israel         | – | BR Deutschland   | 0:1 | Schatzschneider                                 |
| 23. März 1984      | Paris          | Frankreich     | – | BR Deutschland   | 1:1 | Schatzschneider                                 |
| 17. April 1984     | Bochum         | BR Deutschland | – | Frankreich       | 0:1 | –                                               |
| 17. Juni 1984      | Koblenz        | BR Deutschland | – | China            | 6:2 | Schatzschneider (2), Bommer, Brehme, Mill, Rahn |

#### Turnierspiele
| 30. Juli 1984  | Palo Alto | BR Deutschland | – | Marokko        | 2:0 | Brehme, Rahn                         |
| 1. August 1984 | Palo Alto | Brasilien      | – | BR Deutschland | 1:0 | –                                    |
| 3. August 1984 | Palo Alto | BR Deutschland | – | Saudi-Arabien  | 6:0 | Bommer (2), Schreier (2), Mill, Rahn |
| 6. August 1984 | Pasadena  | Jugoslawien    | – | BR Deutschland | 5:2 | Bommer, Rahn                         |

#### Eingesetzte Spieler
Nachfolgende 37 Spieler wurden von Trainer Erich Ribbeck in 15 Länderspielen zwischen November 1982 und August 1984 eingesetzt:
Tor: Bernd Franke (12/4 Einsätze/davon Endrunde), Walter Junghans (2), Ralf Zumdick (2)

Abwehr: Dieter Bast (14/4), Bernd Wehmeyer (13/4), Manfred Bockenfeld (11/4), Roland Dickgießer (6/1), Karl-Heinz Geils (6), Dirk Hupe (4), Thomas Allofs (1), Lothar Huber (1), Dieter Schlindwein (1)

Mittelfeld: Jürgen Groh (14/4), Rudi Bommer (11/4), Andreas Brehme (10/4), Guido Buchwald (9/4), Jimmy Hartwig (8), Peter Lux (5/3), Uwe Rahn (5/4), Jürgen Mohr (4), Uwe Bein (2), Werner Heck (2), Frank Pagelsdorf (2), Alfred Schön (2/1), Ulrich Bittcher (1), Ralf Falkenmayer (1), Meinolf Koch (1), Benno Möhlmann (1), Jonny Otten (1)

Angriff: Dieter Schatzschneider (11/3), Christian Schreier (10/3), Frank Mill (8/4), Bernd Klotz (5), Werner Dreßel (4), Karl Del’Haye (3), Wolfgang Patzke (3), Herbert Waas (1)

#### Torschützen
Schatzschneider (8/- Tore/davon Endrunde), Bommer (5/3), Rahn (4/3), Brehme (2/1), Mill (2/1), Schreier (2/2), Buchwald (1), Hartwig (1), Klotz (1), Waas (1)

### 1988
1988 nahm eine westdeutsche Herrenmannschaft an den Olympischen Spielen teil und erreicht die bis dahin beste Platzierung für den DFB. Die von Hannes Löhr trainierte Mannschaft, in der unter anderem die späteren Weltmeister Jürgen Klinsmann und Thomas Häßler mitwirkten, gewann zunächst mit 3:0 gegen China und 4:1 gegen Tunesien und verlor dann mit 1:2 gegen Schweden. Im Viertelfinale gelang ein 4:0 gegen Sambia, im Halbfinale verlor Deutschland nach einem 1:1 n. V. mit 2:3 das Elfmeterschießen gegen Brasilien, konnte aber das Spiel um den 3. Platz mit 3:0 gegen Italien gewinnen. Dies war bis zum Sieg im Viertelfinale der EM 2016 der einzige Sieg gegen eine italienische Mannschaft bei einem bedeutenden Turnier.

#### Vorbereitungs- und Qualifikationsspiele
| 25. März 1987      | Tel Aviv      | Israel B       | – | BR Deutschland   | 1:2 | W. Funkel, Mill                          |
| 18. April 1987     | Cluj-Napoca   | Rumänien       | – | BR Deutschland   | 1:0 | –                                        |
| 10. August 1987    | Aschaffenburg | BR Deutschland | – | Tschechoslowakei | 0:1 | –                                        |
| 8. September 1987  | Maastricht    | Niederlande    | – | BR Deutschland   | 1:1 | Walter                                   |
| 22. September 1987 | Offenbach     | BR Deutschland | – | Griechenland     | 3:0 | Mill (2), Wuttke                         |
| 13. Oktober 1987   | Osnabrück     | BR Deutschland | – | Polen            | 5:1 | Hochstätter, Mill, Klinsmann (2), Wuttke |
| 18. November 1987  | Aarhus        | Dänemark       | – | BR Deutschland   | 0:1 | Wuttke                                   |
| 12. Dezember 1987  | Larisa        | Griechenland   | – | BR Deutschland   | 0:2 | Schreier, Walter                         |
| 30. März 1988      | Osnabrück     | BR Deutschland | – | Dänemark         | 1:1 | Görtz                                    |
| 27. April 1988     | Chorzów       | Polen          | – | BR Deutschland   | 1:1 | Mill                                     |
| 31. Mai 1988       | Dortmund      | BR Deutschland | – | Rumänien         | 3:0 | Klinsmann (2), Wuttke                    |
| 30. August 1988    | Siegen        | BR Deutschland | – | Nigeria          | 2:1 | Schreier (2)                             |

#### Turnierspiele
| 17. September 1988 | Busan   | BR Deutschland | – | China     | 3:0                 | Mill (2), Wuttke                                                            |
| 19. September 1988 | Busan   | BR Deutschland | – | Tunesien  | 4:1                 | Grahammer, Wuttke, Mill / Eigentor Mizouri                                  |
| 21. September 1988 | Daegu   | BR Deutschland | – | Schweden  | 1:2                 | Walter                                                                      |
| 25. September 1988 | Gwangju | BR Deutschland | – | Sambia    | 4:0                 | Klinsmann (3), W. Funkel                                                    |
| 27. September 1988 | Seoul   | BR Deutschland | – | Brasilien | 1:1 n. V. 2:3 i. E. | Fach; Elfmeter: Kleppinger, Fach (Janßen, Klinsmann und Wuttke verschießen) |
| 30. September 1988 | Seoul   | BR Deutschland | – | Italien   | 3:0                 | Kleppinger, Klinsmann, Schreier                                             |

#### Eingesetzte Spieler
Im Laufe der insgesamt 18 ausgetragenen Spiele hatte sich aus 44 eingesetzten Spielern folgende Stammmannschaft herauskristallisiert:

Tor: Uwe Kamps (8/6 Einsätze/davon Endrunde), Andreas Köpke (8/-)

Abwehr: Wolfgang Funkel (17/5), Roland Grahammer (14/6), Thomas Hörster (12/6), Uli Borowka (9/-), Michael Schulz (7/6)

Mittelfeld: Thomas Häßler (12/6), Christian Schreier (12/4), Wolfram Wuttke (11/6), Armin Görtz (9/5), Rudi Bommer (9/1), Gerhard Kleppinger (8/6), Holger Fach (7/5), Olaf Janßen (3/2), Ralf Sievers (2/1)

Angriff: Jürgen Klinsmann (14/6), Frank Mill (12/5), Fritz Walter (8/1), Karl-Heinz Riedle (1/1),

#### Torschützen
Klinsmann (8/4 Tore/davon Endrunde), Mill (8/3), Wuttke (6/2), Schreier (4/1), Walter (3/1), W. Funkel (2/1), Fach (1), Görtz (1), Grahammer (1), Hochstätter (1), Kleppinger (1).

#### Spiel um Platz 3
Das Spiel um die Bronzemedaille bestritten:
Uwe Kamps – Thomas Hörster – Roland Grahammer, Wolfgang Funkel, Michael Schulz, Gerhard Kleppinger – Thomas Häßler, Wolfram Wuttke (Christian Schreier), Ralf Sievers (Rudi Bommer) – Jürgen Klinsmann, Frank Mill.

### Olympia 1992
Im Vorfeld des olympischen Fußballturniers 1992 in Barcelona gab es Irritationen über die Zulassungsregelung. Während der Fußballweltverband FIFA eine Altersbegrenzung auf 23 Jahre durchsetzen wollte, sprach sich das Internationale Olympiakomitee gegen diese Beschränkung aus. Schließlich setzte sich die FIFA mit ihrer Forderung durch. Der DFB reagierte auf diese unsichere Situation mit der zeitweisen Bildung einer erneuten Olympia-Auswahlmannschaft, die zunächst 1990 mit unter 21 Jahre alten Spielern nachstehende Vorbereitung begann.

#### Vorbereitungsspiele
| 15. Mai 1990    | Muri     | Schweiz        | – | BR Deutschland   | 1:2 | Hubner, Franck |
| 18. Mai 1990    | Würzburg | BR Deutschland | – | Tschechoslowakei | 0:3 | –              |
| 28. August 1990 | Amadora  | Portugal       | – | BR Deutschland   | 1:1 | Kranz          |

Anschließend fanden die Qualifikationsspiele für die U-21-Europameisterschaft statt, die gleichzeitig als Europa-Qualifikation für das Olympiaturnier 1992 dienten. Dort trat Deutschland offiziell mit seiner U-21-Nationalmannschaft an, deren Zusammensetzung aber im Wesentlichen der Olympiamannschaft von 1990 entsprach. Das U-21-Team gewann die Qualifikation und nahm im Mai und Juni 1992 an der Europameisterschaft teil.
Zuvor jedoch war erneut die Olympia-Auswahlmannschaft gefordert und bestritt zwei weitere Vorbereitungsspiele in denen noch elf Spieler mitwirkten, die schon 1990 aktiv waren:
| 18. Februar 1992 | Sabadell  | Spanien     | – | Deutschland | 2:0 | –               |
| 25. Februar 1992 | Troisdorf | Deutschland | – | Polen       | 2:1 | Kranz, Poschner |

Einen Monat später traten elf der im Februar in der Olympia-Auswahlmannschaft eingesetzten Akteure als U-21-Mannschaft in der U-21-Europameisterschaft gegen Schottland an. Nach dem 1:1 am 10. März 1992 in Bochum und der 3:4-Niederlage am 24. März 1992 in Aberdeen schied Deutschland aus dem Turnier aus und hatte gleichzeitig die Qualifikation für das olympische Fußballturnier verpasst.

#### Eingesetzte Spieler
In den fünf Länderspielen der Olympia-Auswahlmannschaft setzte (abermals) Trainer Hannes Löhr, zugleich Trainer der U-21-Nationalmannschaft, 33 Spieler ein, von denen die meisten Spiele bestritten:
Tor: Jens Lehmann (5 Einsätze)

Abwehr: Christian Wörns (5), Nils Schmäler (4), Joachim Stadler (4), Markus Kranz (2)

Mittelfeld: Thomas Franck (4), Horst Heldt (3), Thomas Lasser (3), Ulf Kliche (3), Gerhard Poschner (3)

Angriff: Heiko Herrlich (5), Henri Fuchs (2), Michael Klauß (2), Frank Türr (2)

#### Torschützen
Markus Kranz (2), Thomas Franck, Michael Hubner und Gerhard Poschner. Trainer war erneut Hannes Löhr, der gleichzeitig die U-21-Nationalmannschaft betreute.

### Olympia 2000
In Vorbereitung auf das olympische Fußballturnier 2000 in Sydney wurde 1998 für fünf Spiele wieder eine Olympia-Auswahlmannschaft ins Leben gerufen, die nachstehende Spiele bestritt. Beim renommierten Turnier von Toulon wurde die Elf im Frühjahr 1998 in ihrer Vorrundengruppe abgeschlagen mit nur einem Punkt aus drei Partien Letzter.

#### Vorbereitungsspiele
| 4. März 1998   | Casablanca  | Marokko     | – | Deutschland | 0:1 | Klitzpera |
| 14. April 1998 | Darmstadt   | Deutschland | – | Israel      | 1:1 | Nehrbauer |
| 15. Mai 1998   | Toulon0000  | Deutschland | – | China       | 1:1 | Hertzsch  |
| 17. Mai 1998   | Arles000000 | Deutschland | – | Brasilien   | 1:3 | Nehrbauer |
| 19. Mai 1998   | Mallemort00 | Deutschland | – | Portugal    | 0:1 | –         |

#### Eingesetzte Spieler
Von den 24 eingesetzten Spielern ging nachstehende Stammelf hervor:
Robert Enke (4 Einsätze) – Frank Fahrenhorst (4) – Alexander Klitzpera (4), Stefan Blank (4) – Ralf Keidel (4), Thorsten Nehrbauer (5), Christian Fröhlich (4), Christoph Dabrowski (4), Frank Wiblishauser (5) – Marcel Ketelaer (5), Stefan Siedschlag (3)

#### U-21-Nationalmannschaft
Aus der Olympia-Auswahlmannschaft entwickelte sich im September 1998 die neue U-21-Nationalmannschaft, die sich an der Qualifikation für die U-21-Europameisterschaft 2000 beteiligte. Die EM galt zugleich als Qualifikation für das olympische Fußballturnier 2000, in der Deutschland scheiterte und damit die Teilnahme an diesem Turnier verpasste.

### 2016

Leicht abgewandelte Variante des Bundesadlers, die als Abzeichen der Deutschen Fußballolympiamannschaft für die Spiele in Rio 2016 eingesetzt wurde.

Durch Erreichen des Halbfinales bei der U-21-Fußball-Europameisterschaft 2015 qualifizierte sich erstmals seit 28 Jahren wieder eine deutsche Herrenmannschaft für ein olympisches Fußballturnier und erreichte erstmals das Finale. Für den Kader durften Spieler nominiert werden, die nach dem 31. Dezember 1993 geboren wurden, wobei drei Spieler dieses Alterskriterium nicht erfüllen mussten. Bei den Spielen in Brasilien erreichte die Mannschaft das Finale gegen Gastgeber Brasilien, verlor dieses aber im Elfmeterschießen, weil Nils Petersen verschoss. Durch diese Niederlage ist Deutschland nun der einzige Fußballweltmeister, der noch nicht Olympiasieger wurde. Zuvor waren es Brasilien und Deutschland. Nils Petersen, Serge Gnabry (je 6 Tore) und Max Meyer (4 Tore) waren die besten Torschützen des Turniers.

#### Turnierspiele
| 4. August 2016  | Salvador       | Deutschland | – | Mexiko    | 2:2                  | Gnabry, Ginter                                                             |
| 7. August 2016  | Salvador       | Deutschland | – | Südkorea  | 3:3                  | Gnabry (2), Selke                                                          |
| 10. August 2016 | Belo Horizonte | Deutschland | – | Fidschi   | 10:0                 | Gnabry (2), Petersen (5), Meyer (3)                                        |
| 13. August 2016 | Brasília       | Deutschland | – | Portugal  | 4:0                  | Gnabry, Ginter, Selke, Max                                                 |
| 17. August 2016 | São Paulo      | Deutschland | – | Nigeria   | 2:0                  | Klostermann, Petersen                                                      |
| 20. August 2016 | Rio de Janeiro | Deutschland | – | Brasilien | 1:1 n. V.; 4:5 i. E. | Meyer Elfmeterschießen: Ginter, Gnabry, Brandt, Süle (Petersen verschießt) |

#### Kader

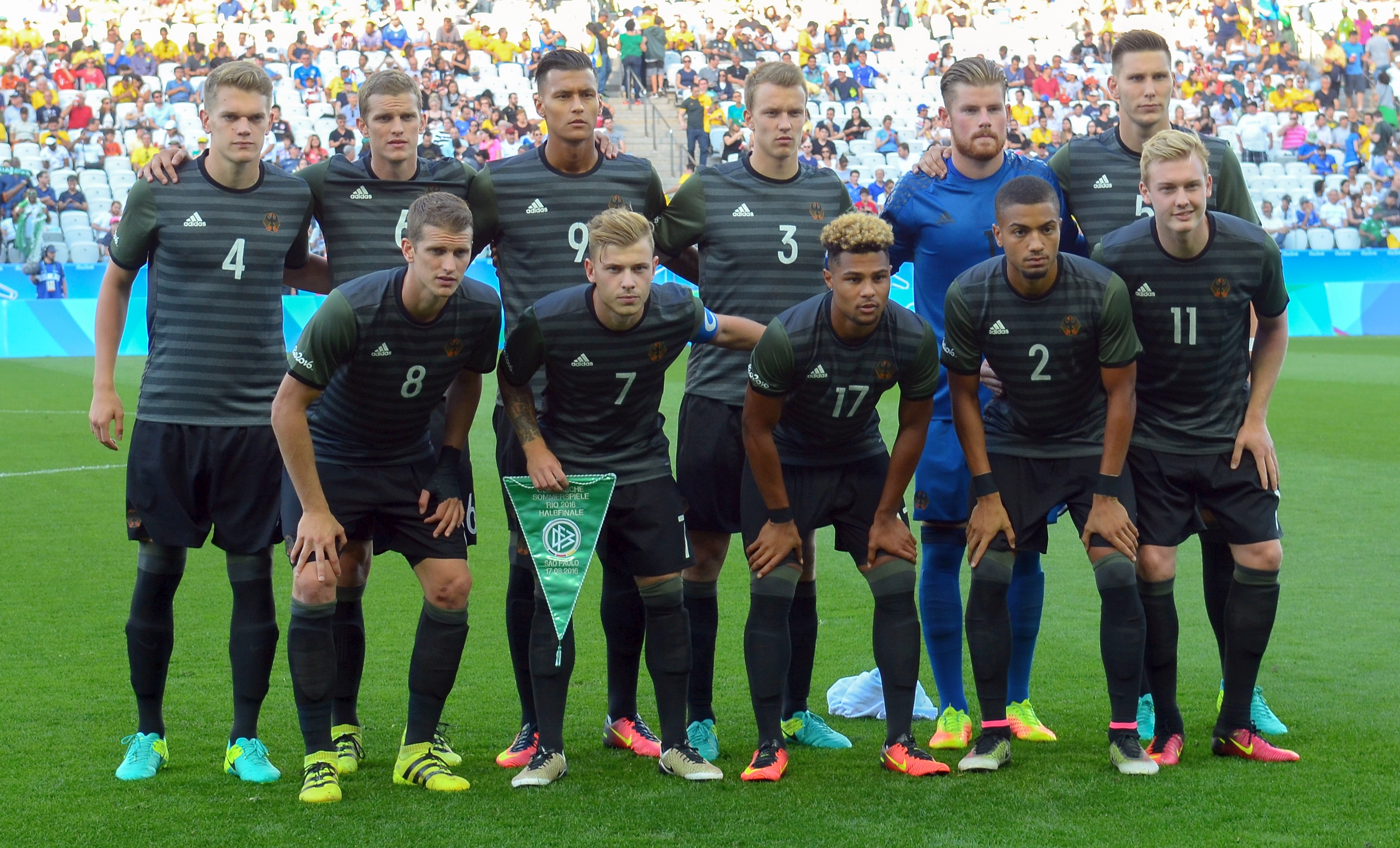
Die deutsche Startaufstellung für die Halbfinalpartie gegen Nigeria

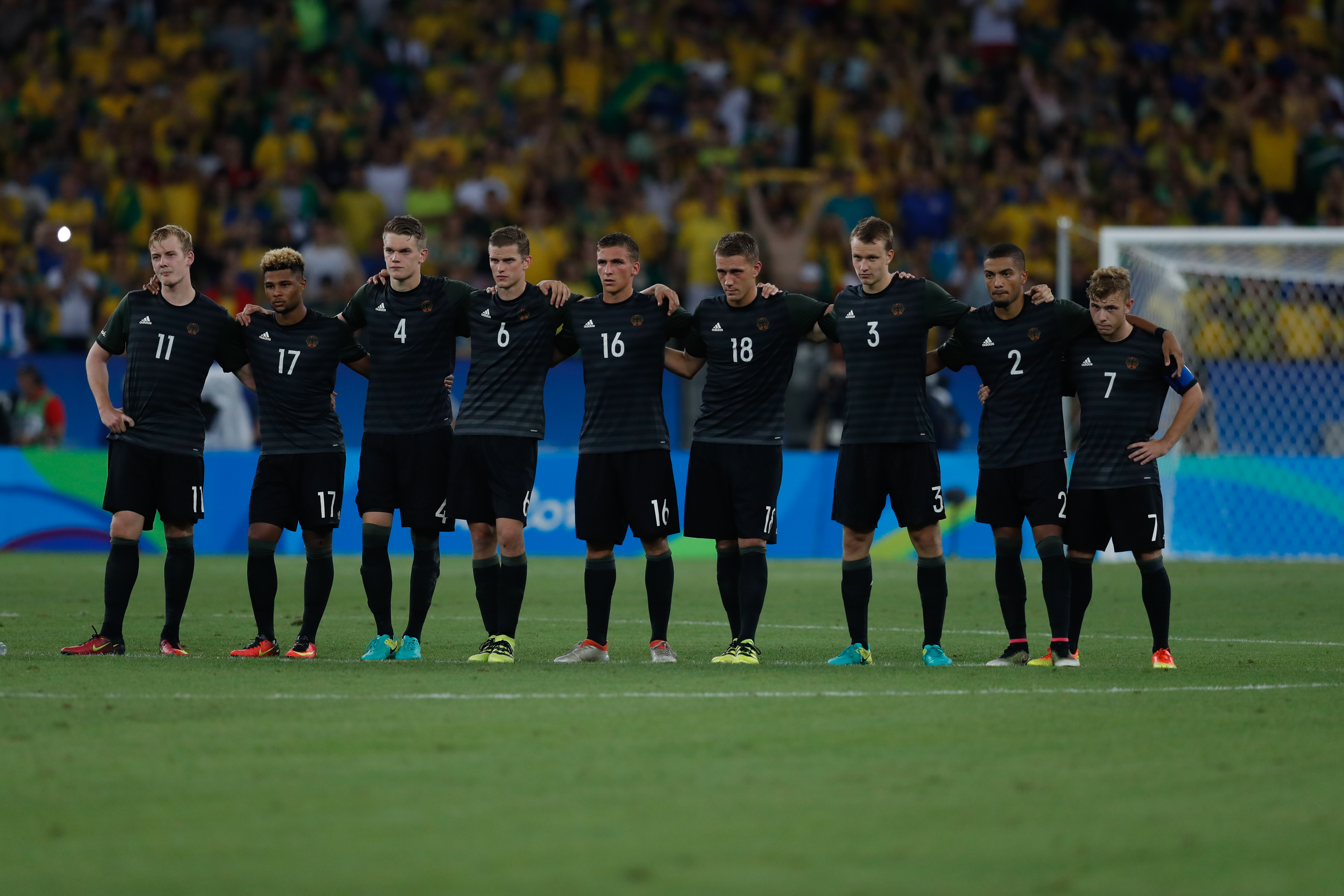
Die deutsche Mannschaft während des Elfmeterschießens im olympischen Finale.

Spielberechtigt waren Spieler, die nach dem 1. Januar 1993 geboren wurden, und drei ältere Spieler. Am 15. Juli 2016 wurde der Kader bekanntgegeben.
Als ältere Spieler wurden die Zwillinge Lars und Sven Bender sowie Nils Petersen, der zweitbeste Torschütze der Zweitligasaison 2015/16, nominiert. Sieben Spieler sowie Ersatzspieler Christian Günter hatten zuvor bereits A-Länderspiele bestritten.
Zwischen dem DFB und der DFL wurde vereinbart:
- Dass maximal zwei Spieler pro Verein für den Stammkader nominiert wurden.
- Auch sollten keine Profis berufen werden, die zu der neuen Saison den Verein gewechselt hatten, wie etwa Yannick Gerhardt, Timo Werner oder Kevin Volland.
- Spieler aus Vereinen, die bei der Qualifikation für die Champions League (Borussia Mönchengladbach, z. B. Mahmoud Dahoud) oder für die Europa League (Hertha BSC, z. B. Niklas Stark) antraten, sollten ebenfalls nicht berufen werden.
- Das Gleiche traf auf Spieler zu, die bereits bei der EM 2016 im deutschen Aufgebot standen (z. B. Leroy Sané, Julian Weigl, Jonathan Tah).

Von RB Leipzig und Bayer 04 Leverkusen wurden aber neben den beiden Spielern für den deutschen Kader auch noch Yussuf Poulsen für Dänemark bzw. Seung-Woo Ryu für Südkorea nominiert. Poulsen sagte dann später ab, Ryu wurde zur neu beginnenden Saison nicht in den Kader der Profimannschaft aufgenommen.
| Position   | Nr. | Spieler           | Geburtsdatum | Verein              | A-Länder- spiele | A-Länder- spieltore | OS-Spiele | OS-Tore |
| ---------- | --- | ----------------- | ------------ | ------------------- | ---------------- | ------------------- | --------- | ------- |
| Tor        | 1   | Timo Horn         | 12.05.1993   | 1. FC Köln          | 0                | 0                   | 6         | 0       |
| Tor        | 12  | Jannik Huth       | 15.04.1994   | 1. FSV Mainz 05     | 0                | 0                   | 0         | 0       |
| Abwehr     | 14  | Robert Bauer      | 09.04.1995   | FC Ingolstadt 04    | 0                | 0                   | 1         | 0       |
| Abwehr     | 4   | Matthias Ginter   | 19.01.1994   | Borussia Dortmund   | 09               | 0                   | 5         | 2       |
| Abwehr     | 3   | Lukas Klostermann | 03.06.1996   | RB Leipzig (II ▲)   | 0                | 0                   | 6         | 1       |
| Abwehr     | 13  | Philipp Max       | 30.09.1993   | FC Augsburg         | 0                | 0                   | 3         | 1       |
| Abwehr     | 5   | Niklas Süle       | 03.09.1995   | TSG 1899 Hoffenheim | 0                | 0                   | 6         | 0       |
| Abwehr     | 2   | Jeremy Toljan     | 08.08.1994   | TSG 1899 Hoffenheim | 0                | 0                   | 6         | 0       |
| Mittelfeld | 8   | Lars Bender       | 27.04.1989   | Bayer 04 Leverkusen | 19               | 4                   | 6         | 0       |
| Mittelfeld | 6   | Sven Bender       | 27.04.1989   | Borussia Dortmund   | 07               | 0                   | 6         | 0       |
| Mittelfeld | 11  | Julian Brandt     | 02.05.1996   | Bayer 04 Leverkusen | 01               | 0                   | 6         | 0       |
| Mittelfeld | 15  | Max Christiansen  | 25.09.1996   | FC Ingolstadt 04    | 0                | 0                   | 2         | 0       |
| Mittelfeld | 17  | Serge Gnabry      | 14.07.1995   | FC Arsenal          | 0                | 0                   | 6         | 6       |
| Mittelfeld | 10  | Leon Goretzka     | 06.02.1995   | FC Schalke 04       | 01               | 0                   | 1         | 0       |
| Mittelfeld | 7   | Max Meyer         | 18.09.1995   | FC Schalke 04       | 01               | 0                   | 6         | 4       |
| Mittelfeld | 16  | Grischa Prömel    | 09.01.1995   | Karlsruher SC (II)  | 0                | 0                   | 3         | 0       |
| Angriff    | 18  | Nils Petersen     | 06.12.1988   | SC Freiburg (II ▲)  | 0                | 0                   | 6         | 6       |
| Angriff    | 9   | Davie Selke       | 20.01.1995   | RB Leipzig (II ▲)   | 0                | 0                   | 5         | 2       |

Trainer: Horst Hrubesch
Stand: 20. August 2016

#### Ersatzspieler auf Abruf
| Position   | Spieler              | Geburtsdatum | Verein             | A-Länder- spiele | A-Länder- spieltore | OS-Spiele |
| ---------- | -------------------- | ------------ | ------------------ | ---------------- | ------------------- | --------- |
| Tor        | Eric Oelschlägel     | 20.09.1995   | Werder Bremen      | 0                | 0                   |           |
| Abwehr     | Christian Günter     | 28.02.1993   | SC Freiburg (II ▲) | 01               | 0                   |           |
| Mittelfeld | Leonardo Bittencourt | 19.12.1993   | 1. FC Köln         | 0                | 0                   |           |
| Mittelfeld | Sebastian Kerk       | 17.04.1994   | SC Freiburg (II ▲) | 0                | 0                   |           |

#### Eingesetzte Finalspieler
Timo Horn – Jeremy Toljan, Lukas Klostermann, Matthias Ginter, Niklas Süle – Sven Bender, Max Meyer, Lars Bender (Grischa Prömel), Julian Brandt, Serge Gnabry – Davie Selke (Nils Petersen)

### 2021
Auch vier Jahre später, bei der U21-EM 2019 erreichte die nun von Stefan Kuntz trainierte U21-Mannschaft das Halbfinale und qualifizierte sich damit für die zunächst für 2020 angesetzten Olympischen Spiele in Tokio, die dann wegen der COVID-19-Pandemie um ein Jahr verschoben wurden. Es durften aber dennoch Spieler des Jahrgangs 1998 nominiert werden, um den Bezug zur Qualifikation zu wahren.
Bei der Auslosung am 21. April 2021 wurden Brasilien und Deutschland in eine Gruppe gelost, womit erstmals die Finalisten der vorherigen Olympischen Spiele in der Vorrunde aufeinander treffen werden. Beide bestreiten das erste Gruppenspiel im International Stadium Yokohama, in dem Brasilien bei der WM 2002 im Finale mit 2:0 gegen Deutschland gewann, was André Jardine, der Trainer Brasiliens, als „gutes Omen“ auffasste.

#### Turnierspiele
|                                                   |   |                |           |
| Do., 22. Jul 2021 um 17:30 (Ortszeit) in Yokohama |   |                |           |
| Brasilien                                         | – | Deutschland    | 4:2 (3:0) |
| So., 25. Jul 2021 um 20:30 (Ortszeit) in Yokohama |   |                |           |
| Saudi-Arabien                                     | – | Deutschland    | 2:3 (1:2) |
| Mi., 28. Jul 2021 um 17:00 (Ortszeit) in Rifu     |   |                |           |
| Deutschland                                       | – | Elfenbeinküste | 1:1 (0:0) |

#### Turnierverlauf aus deutscher Sicht
Nach einer signifikanten Auftaktniederlage gegen den einstigen Finalgegner Brasilien (2:4 nach 0:3-Halbzeitrückstand) und einem hart erkämpften Sieg im zweiten Gruppenspiel gegen Saudi-Arabien (3:2 nach 2:1-Halbzeitführung) gab es vor dem Gruppenfinale gegen die Elfenbeinküste (welche zuvor im zweiten Gruppenspiel dem amtierenden Olympiasieger Brasilien ein torloses Remis abgetrotzt hatte) noch Hoffnungen aufs Viertelfinale, wofür jedoch unbedingt ein Sieg mit mindestens einem Tor Unterschied erforderlich war. Doch nach dem 1:1-Endergebnis war das Gruppenaus endgültig besiegelt. Zugleich war es das erste Ausscheiden einer deutschen Fußballolympiaauswahl in der Gruppenphase.

#### Kader
Spielberechtigt waren Spieler, die nach dem 1. Januar 1997 geboren wurden. Die Verschiebung der Spiele hatte keinen Einfluss auf die Altersgrenze, die somit bei U24 statt U23 lag. Daneben durfte der Kader um drei ältere Spieler ergänzt werden (Nadiem Amiri, Maximilian Arnold und Max Kruse). Betreut wurde die Mannschaft vom Trainerstab der U21-Nationalmannschaft. Auf Vorschlag des Cheftrainers Stefan Kuntz wurden 19 Spieler vom Deutschen Olympischen Sportbund nominiert. Dem ursprünglich nominierten Kader gehörten mit Niklas Dorsch, Ismail Jakobs, Arne Maier, Amos Pieper, David Raum, Anton Stach und Josha Vagnoman sieben Spieler an, die wenige Wochen zuvor die U21-Europameisterschaft 2021 gewonnen hatten.
Das Turnier begann am 21. Juli 2021 und fiel daher in die Saisonvorbereitung der Vereine. Kuntz kritisierte die mangelnde Bereitschaft der „großen Vereine“, das Olympiateam zu unterstützen. Er gab an, 100 Spieler angefragt zu haben, die für das Turnier in Frage gekommen seien, jedoch habe er lediglich 18 Zusagen erhalten. Aus den Top 6 der Bundesligasaison 2020/21 stellten lediglich RB Leipzig (Henrichs), der VfL Wolfsburg (Arnold) und Bayer 04 Leverkusen (Amiri) insgesamt drei Spieler für den ursprünglich nominierten Kader ab (später folgte noch Eintracht Frankfurt mit Ache). Panagiotis „Joti“ Chatzialexiou, Sportlicher Leiter der Nationalmannschaften beim DFB, schloss sich der Kritik an und verwies auf das spanische Olympiateam, das sogar sechs Spieler umfasste, die Anfang Juli 2021 noch bei der Europameisterschaft 2021 mitgewirkt hatten. Der FC Bayern München verweigerte etwa seinem Ersatztorwart Ron-Thorben Hoffmann die Freigabe, da man diesen in der Saisonvorbereitung benötigte.
Kurz nach der Nominierung wechselte Niklas Dorsch vom KAA Gent zum FC Augsburg und verzichtete auf seine Teilnahme, um die Saisonvorbereitung mit seinem neuen Verein zu absolvieren. Josha Vagnoman (Hamburger SV) zog sich nach der Kaderbekanntgabe einen Muskelfaserriss zu. Für sie wurden Keven Schlotterbeck und Ragnar Ache nachnominiert. Kurz vor dem Abflug der Mannschaft nach Japan wechselte Ismail Jakobs vom 1. FC Köln zur AS Monaco und nahm daher nicht am Turnier teil. Die Mannschaft bestand somit aus 15 Feldspielern und drei Torhütern; vier Kaderplätze blieben ungenutzt.

„Wir mussten im Januar eine 100er Liste erstellen. Wir haben alle Spieler auf dieser Liste abtelefoniert. Diese 18 sind übrig geblieben. Einige Spieler wollten nicht, und dann haben wir einige Vereine, die mit der Unterstützung hinter dem Berg gehalten haben. Ich finde, das ist kein optimales Zeichen. Es gibt sonst wohl keine Sportart, in der nicht alle möglichen Kaderplätze besetzt werden.“

| Position          | Nr. | Spieler             | Geburtsdatum  | Verein *                          | A-Länderspiele * | A-Länderspieltore * | OS-Spiele    | OS-Tore      |
| ----------------- | --- | ------------------- | ------------- | --------------------------------- | ---------------- | ------------------- | ------------ | ------------ |
| Tor               | 12  | Svend Brodersen     | 22. März 1997 | Yokohama FC (J1 League)           | ohne Einsatz     | ohne Einsatz        | ohne Einsatz | ohne Einsatz |
| Tor               | 01  | Florian Müller      | 13. Nov. 1997 | VfB Stuttgart (Bundesliga)        | ohne Einsatz     | ohne Einsatz        | 03           | 0            |
| Tor               | 22  | Luca Plogmann       | 10. März 2000 | Werder Bremen (2. Bundesliga)     | ohne Einsatz     | ohne Einsatz        | ohne Einsatz | ohne Einsatz |
| Abwehr            | 02  | Benjamin Henrichs   | 23. Feb. 1997 | RB Leipzig (Bundesliga)           | 05               | 0                   | 03           | 0            |
| Abwehr            | 05  | Amos Pieper         | 17. Jan. 1998 | Arminia Bielefeld (Bundesliga)    | ohne Einsatz     | ohne Einsatz        | 02           | 0            |
| Abwehr            | 03  | David Raum          | 22. Apr. 1998 | TSG 1899 Hoffenheim (Bundesliga)  | ohne Einsatz     | ohne Einsatz        | 03           | 0            |
| Abwehr            | 16  | Keven Schlotterbeck | 28. Apr. 1997 | SC Freiburg (Bundesliga)          | ohne Einsatz     | ohne Einsatz        | 03           | 0            |
| Abwehr            | 15  | Jordan Torunarigha  | 7. Aug. 1998  | Hertha BSC (Bundesliga)           | ohne Einsatz     | ohne Einsatz        | 03           | 0            |
| Abwehr            | 04  | Felix Uduokhai      | 9. Sep. 1997  | FC Augsburg (Bundesliga)          | ohne Einsatz     | ohne Einsatz        | 03           | 01           |
| Mittelfeld/ Sturm | 06  | Ragnar Ache         | 28. Juli 1998 | Eintracht Frankfurt (Bundesliga)  | ohne Einsatz     | ohne Einsatz        | 03           | 02           |
| Mittelfeld/ Sturm | 11  | Nadiem Amiri        | 27. Okt. 1996 | Bayer 04 Leverkusen (Bundesliga)  | 05               | 0                   | 03           | 02           |
| Mittelfeld/ Sturm | 08  | Maximilian Arnold   | 27. Mai 1994  | VfL Wolfsburg (Bundesliga)        | 01               | 0                   | 02           | 0            |
| Mittelfeld/ Sturm | 10  | Max Kruse           | 19. März 1988 | 1. FC Union Berlin (Bundesliga)   | 14               | 04                  | 03           | 0            |
| Mittelfeld/ Sturm | 18  | Eduard Löwen        | 28. Jan. 1997 | VfL Bochum (Bundesliga)           | ohne Einsatz     | ohne Einsatz        | 03           | 01           |
| Mittelfeld/ Sturm | 13  | Arne Maier          | 8. Jan. 1999  | Hertha BSC (Bundesliga)           | ohne Einsatz     | ohne Einsatz        | 03           | 0            |
| Mittelfeld/ Sturm | 07  | Marco Richter       | 24. Nov. 1997 | FC Augsburg (Bundesliga)          | ohne Einsatz     | ohne Einsatz        | 03           | 0            |
| Mittelfeld/ Sturm | 17  | Anton Stach         | 15. Nov. 1998 | SpVgg Greuther Fürth (Bundesliga) | ohne Einsatz     | ohne Einsatz        | 03           | 0            |
| Mittelfeld/ Sturm | 09  | Cedric Teuchert     | 14. Jan. 1997 | 1. FC Union Berlin (Bundesliga)   | ohne Einsatz     | ohne Einsatz        | 03           | 0            |

#### Trainerstab
Die Olympiamannschaft wurde vom Trainerstab der U21-Nationalmannschaft betreut.
| Funktion       | Name               |
| -------------- | ------------------ |
| Cheftrainer    | Stefan Kuntz       |
| Co-Trainer     | Daniel Niedzkowski |
| Co-Trainer     | Antonio Di Salvo   |
| Torwarttrainer | Klaus Thomforde    |
| Fitnesstrainer | Christian Schwend  |
| Fitnesstrainer | Axel Busenkell     |

## Statistik

### Die besten Torschützen
- 1. Gottfried Fuchs 10 Tore (1912)
- 2. Serge Gnabry 6 Tore (2016)
- 2. Nils Petersen 6 Tore (2016)
- 4. Fritz Förderer 5 Tore (1912)
- 4. Ottmar Hitzfeld 5 Tore (1972)
- 4. Bernd Nickel 5 Tore (1972)
- 7. Richard Hofmann 4 Tore (1928)
- 7. Jürgen Klinsmann 4 Tore (1988)
- 7. Max Meyer 4 Tore (2016)
- 7. Frank Mill 4 Tore (1984 und 1988)
- 7. Willi Schröder 4 Tore (1952)

### Die meisten Spiele
- 1. Frank Mill 9 (1984 und 1988)
- 2. Christian Schreier 7 (1984 und 1988)
- 3. mehrere Spieler mit 6 Spielen 1972, 1988 und 2016

### Trainer
- Otto Nerz: 1928 und 1936
- Sepp Herberger: 1952 und 1956
- Jupp Derwall: 1972
- Erich Ribbeck: 1984
- Hannes Löhr: 1988
- Horst Hrubesch: 2016
- Stefan Kuntz: 2021